# Sindères
Sindères korábbi község Franciaország Új-Aquitania régiójában, Landes megyében. 2019. január 1-jén három másik korábbi községgel egyesült és az így létrejött Morcenx-la-Nouvelle új község része lett.
Lakosainak száma 180 fő (2018. január 1.). Sindères Garrosse, Onesse-Laharie és Solférino községekkel határos.

## Népesség
A település népessége az elmúlt években az alábbi módon változott:
| Lakosok száma | 210  | 174  | 134  | 179  | 186  | 185  | 187  | 192  | 185  | 180  |
|               | 1968 | 1975 | 1982 | 1999 | 2006 | 2011 | 2013 | 2016 | 2017 | 2018 |